# لیلیت گالستیان
لیلیت سریوژایی گالستیان (ارمنی: Լիլիթ Սերյոժայի Գալստյանը؛ انگلیسی: Lilit Galstyan؛ زادهٔ ۲۸ نوامبر ۱۹۶۲) زبان‌شناس، کارشناس سیاسی، و سیاستمدار اهل ارمنستان است که از تاریخ ۲۰۲۱ تا کنون نمایندگی دوره هشتم مجلس ملی جمهوری ارمنستان را برعهده دارد. وی پیشتر نیز نمایندگی از تاریخ ۲۰۰۷ تا تاریخ ۲۰۱۲ دوره چهارم مجلس ملی جمهوری ارمنستان را برعهده داشت

## زندگی‌نامه
وی در ۲۸ نوامبر ۱۹۶۲ در به دنیا آمد و در ۱۹۸۵ در رشته لغت‌شناسی از دانشگاه دولتی ایروان و در سال ۲۰۰۶ با مدرک پی‌اچ‌دی در رشته زبان‌شناسی از فرهنگستان ملی علوم ارمنستان فارغ‌التحصیل گشت. .